# Hymedesmia matthesi
Hymedesmia matthesi är en svampdjursart som beskrevs av Arndt 1940. Hymedesmia matthesi ingår i släktet Hymedesmia och familjen Hymedesmiidae. Inga underarter finns listade i Catalogue of Life.